# Petr Sagitarius
Petr Sagitarius (* 29. června 1966) je český spisovatel, bloger a bývalý komunální politik.
Pracoval v redakci časopisu Třinecký hutník. V letech 1998–2014 byl starostou města Jablunkova; posléze odešel do invalidního důchodu. Od roku 2020 vydává v nakladatelství Argo sérii detektivních novel a románů pod názvem Trujkunt, jejichž děj se odehrává především v nejvýchodnější části Česka, na Jablunkovsku a na Třinecku. 
Zatím vyšly:
2020- Trujkunt;
2021 - Klasztor a Návrat (Trujkunt 2), Pierot a Na krev (Trujkunt 3);
2022- Zahrada a Rest (Trujkunt 4);
2023 - Krysta (Trujkunt 5);
2024 - Náraz a Prales (Trujkunt 6), Prorok (Trujkunt 7)

Od roku 2014 publikuje rovněž na svém blogu Jablečno.